# Волостновка (Новосергієвський район)
Волостно́вка (рос. Волостновка) — село у складі Новосергієвського району Оренбурзької області, Росія.

## Населення
Населення — 34 особи (2010; 62 у 2002).
Національний склад (станом на 2002 рік):
- росіяни — 85 %